# Persone di nome Mathieu
| Questa pagina contiene informazioni ricavate automaticamente dalle voci biografiche con l'ausilio del template Bio e di un bot. L'aggiornamento è periodico e automatico e ricostruisce completamente la pagina. Se manca una persona in questa lista, sei pregato di non aggiungerla, ma accertati piuttosto che la sua voce biografica contenga il template Bio e che i dati anagrafici siano correttamente compilati. Se il template Bio manca, inseriscilo tu stesso o, in alternativa, metti l'avviso {{tmp\|Bio}} che ne segnala la mancanza. Se i dati riportati sono sbagliati, correggi direttamente la voce biografica; le modifiche saranno visibili in questa lista entro pochi giorni. Per chiarimenti vedi il progetto antroponimi. La lista contiene solo le 91 persone che sono citate nell'enciclopedia e per le quali è stato implementato correttamente il template Bio. Pagina aggiornata al 6 mag 2025. |

Questa è una lista di persone presenti nell'enciclopedia che hanno il nome Mathieu, suddivise per attività principale.

## Altisti(1)
- Mathieu Sawe, altista keniota (n. 1988)

## Arbitri di calcio(1)
- Mathieu Vernice, arbitro di calcio francese (n. 1993)

## Arbitri di rugby a 15(1)
- Mathieu Raynal, arbitro di rugby a 15 francese (Perpignano, n. 1981)

## Attori(4)
- Mathieu Amalric, attore e regista francese (Neuilly-sur-Seine, n. 1965)
- Mathieu Carrière, attore tedesco (Hannover, n. 1950)
- Mathieu Demy, attore e regista francese (Parigi, n. 1972)
- Mathieu Spinosi, attore e violinista francese (Brest, n. 1990)

## Calciatori(27)
- Mathieu Acapandié, calciatore francese (Saint-Pierre, n. 2004)
- Mathieu André, calciatore francese (Vienna, n. 1909 - † 1979)
- Mathieu Assou-Ekotto, ex calciatore camerunese (Sainte-Catherine, n. 1978)
- Mathieu Berson, ex calciatore francese (Vannes, n. 1980)
- Mathieu Bragard, calciatore belga (Verviers, n. 1895 - † 1952)
- Mathieu Béda, ex calciatore francese (Nizza, n. 1981)
- Mathieu Cachbach, calciatore belga (Arlon, n. 2001)
- Mathieu Cafaro, calciatore francese (Saint-Doulchard, n. 1997)
- Mathieu Choinière, calciatore canadese (Saint-Jean-sur-Richelieu, n. 1999)
- Mathieu Coutadeur, ex calciatore francese (Le Mans, n. 1986)
- Mathieu Debuchy, ex calciatore francese (Fretin, n. 1985)
- Mathieu Deplagne, ex calciatore francese (Montpellier, n. 1991)
- Mathieu Dossevi, ex calciatore francese (Chambray-lès-Tours, n. 1988)
- Mathieu Duhamel, calciatore francese (Mont-Saint-Aignan, n. 1984)
- Mathieu Gomes, ex calciatore francese (Bayonne, n. 1985)
- Mathieu Gonçalves, calciatore francese (Parigi, n. 2001)
- Mathieu Gorgelin, calciatore francese (Ambérieu-en-Bugey, n. 1990)
- Mathieu Maertens, calciatore belga (Bruges, n. 1995)
- Mathieu Michel, calciatore francese (Nîmes, n. 1991)
- Mathieu Peybernes, calciatore francese (Tolosa, n. 1990)
- Mathieu Salamand, ex calciatore francese (Lione, n. 1991)
- Mathieu Scarpelli, ex calciatore francese (Grenoble, n. 1981)
- Matt Smith, ex calciatore inglese (Birmingham, n. 1989)
- Mathieu Traoré, ex calciatore burkinabé (n. 1972)
- Mathieu Valbuena, calciatore francese (Bruges, n. 1984)
- Mathieu Valverde, ex calciatore francese (Montreuil, n. 1983)
- Matthieu Verschuère, ex calciatore francese (Amiens, n. 1972)

## Cavalieri(1)
- Mathieu Lemoine, cavaliere francese (n. 1984)

## Cestisti(4)
- Mathieu Bisséni, ex cestista camerunese (Berbérati, n. 1950)
- Mathieu Faye, ex cestista senegalese (Dakar, n. 1958)
- Mathieu Kamba, cestista canadese (Calgary, n. 1995)
- Mathieu Wojciechowski, cestista francese (Calais, n. 1992)

## Ciclisti su strada(7)
- Mathieu Burgaudeau, ciclista su strada francese (Noirmoutier-en-l'Île, n. 1998)
- Mathieu Cardynaels, ciclista su strada belga (Koekelare, n. 1913 - Bruxelles, † 2001)
- Mathieu Claude, ex ciclista su strada francese (Niort, n. 1983)
- Mathieu Drujon, ex ciclista su strada francese (Troyes, n. 1983)
- Mathieu Hermans, ex ciclista su strada e ciclocrossista olandese (Goirle, n. 1963)
- Mathieu Perget, ex ciclista su strada francese (Montauban, n. 1984)
- Mathieu van der Poel, ciclista su strada, ciclocrossista e mountain biker olandese (Kapellen, n. 1995)

## Compositori(1)
- Mathieu Lanes, compositore, organista e clavicembalista francese (n. 1660 - Tolosa, † 1725)

## Danzatori(1)
- Mathieu Ganio, ballerino francese (Marsiglia, n. 1984)

## Dirigenti sportivi(2)
- Mathieu Bodmer, dirigente sportivo e ex calciatore francese (Évreux, n. 1982)
- Mathieu Heijboer, dirigente sportivo e ex ciclista su strada olandese (Dordrecht, n. 1982)

## Disc jockey(2)
- RetroVision, disc jockey e produttore discografico francese (Marsiglia, n. 1996)
- Mathieu Koss, disc jockey e produttore discografico francese (Nancy, n. 1990)

## Ebanisti(1)
- Mathieu Criaerd, ebanista francese (n. 1689 - † 1776)

## Generali(1)
- Mathieu Dumas, generale e storico francese (Montpellier, n. 1753 - Parigi, † 1837)

## Ginnasti(1)
- Mathieu Turgeon, ginnasta canadese (Pointe-Claire, n. 1979)

## Hockeisti su ghiaccio(1)
- Mathieu Dandenault, ex hockeista su ghiaccio canadese (Sherbrooke, n. 1976)

## Imprenditori(1)
- Mathieu Flamini, imprenditore, ambientalista e ex calciatore francese (Marsiglia, n. 1984)

## Ingegneri(1)
- Mathieu Bayeux, ingegnere francese (Caen, n. 1692 - Ballan, † 1777)

## Matematici(1)
- Mathieu de la Porte, matematico francese (Nimega, n. 1660 - † 1722)

## Medici(1)
- Mathieu Orfila, medico spagnolo (Minorca, n. 1787 - Parigi, † 1853)

## Militari(2)
- Mathieu Ngudjolo Chui, militare della Repubblica Democratica del Congo (Bunia, n. 1970)
- Mathieu de Trie, militare francese († 1344)

## Pallamanisti(1)
- Mathieu Grébille, pallamanista francese (Parigi, n. 1991)

## Pattinatori di short track(1)
- Mathieu Turcotte, pattinatore di short track canadese (Sherbrooke, n. 1977)

## Pattinatori di velocità su ghiaccio(1)
- Mathieu Giroux, pattinatore di velocità su ghiaccio canadese (Montréal, n. 1986)

## Piloti automobilistici(1)
- Mathieu Jaminet, pilota automobilistico francese (Hayange, n. 1994)

## Piloti di rally(1)
- Mathieu Baumel, copilota di rally francese (Manosque, n. 1976)

## Pittori(1)
- Mathieu Le Nain, pittore francese (Laon, n. 1604 - Parigi, † 1677)

## Politici(1)
- Mathieu Grosch, politico belga (Eupen, n. 1950)

## Pugili(1)
- Mathieu Bauderlique, pugile francese (n. 1989)

## Rapper(1)
- PLK, rapper francese (Parigi, n. 1997)

## Registi(1)
- Mathieu Kassovitz, regista, sceneggiatore e attore francese (Parigi, n. 1967)

## Rivoluzionari(1)
- Mathieu Jouve Jourdan, rivoluzionario francese (Saint-Jeures, n. 1746 - Parigi, † 1794)

## Rugbisti a 15(3)
- Mathieu Babillot, rugbista a 15 francese (Chartres, n. 1993)
- Mathieu Bastareaud, ex rugbista a 15 francese (Créteil, n. 1988)
- Mathieu Bélie, rugbista a 15 spagnolo (Tolosa, n. 1988)

## Sceneggiatori(1)
- Mathieu Mercier, sceneggiatore, regista e produttore cinematografico francese

## Schermidori(2)
- Mathieu Denis, schermidore francese (Soissons, n. 1977)
- Mathieu Gourdain, schermidore francese (Vernon, n. 1974)

## Sciatori alpini(3)
- Mathieu Faivre, sciatore alpino francese (Nizza, n. 1992)
- Mathieu Razanakolona, ex sciatore alpino malgascio (Montréal, n. 1986)
- Mathieu Routhier, ex sciatore alpino canadese (n. 1990)

## Scrittori(3)
- Mathieu Béroalde, scrittore, teologo e storico francese (Saint-Denis, n. 1520 - † 1576)
- Mathieu Lindon, scrittore e giornalista francese (Caen, n. 1955)
- Mathieu d'Escouchy, scrittore francese (Le Quesnoy, n. 1420 - † 1482)

## Sociologi(1)
- Mathieu Rigouste, sociologo e saggista francese (Gennevilliers, n. 1981)

## Tennisti(1)
- Mathieu Montcourt, tennista francese (Boulogne-Billancourt, n. 1985 - Boulogne-Billancourt, † 2009)

## Vescovi cattolici(1)
- Mathieu Madega Lebouankehan, vescovo cattolico gabonese (Mbigou, n. 1960)

## Violinisti(1)
- Mathieu Crickboom, violinista, compositore e insegnante belga (Verviers, n. 1871 - Bruxelles, † 1947)

## Senza attività specificata(2)
- Mathieu Bozzetto, ex snowboarder francese (Chambéry, n. 1973)
- Mathieu Crepél, ex snowboarder francese (Tarbes, n. 1984)